# 半沢あい
半沢 あい（はんざわ あい、1985年12月24日 - ）は、日本のAV女優。身長:158cm 、スリーサイズ:B82・W57・H83、Bカップ。

## 略歴
東京都出身。2005年に『新人×ギリモザ ウブな新人の恥じらいセックス』でAVデビュー。同時期にエスワンからデビューした新人女優の中では最も売れた。

## 出演作品

### アダルトビデオ
- 新人×ギリモザ ウブな新人の恥じらいセックス（2005年4月11日、エスワン）[1]
- ギリギリモザイク ウブなおまんこくい込みスペシャル（2005年5月19日、エスワン）[1]
- ギリギリモザイク 初めての大量潮吹きセックス!（2005年6月19日、エスワン）[1]
- ギリギリモザイク 6つのコスチュームでパコパコ!（2005年7月19日、エスワン）[1]
- ギリギリモザイク SEX ON THE BEACH～南の島でパコパコ!（2005年8月19日、エスワン）[1]
- ギリギリモザイク お願い♥あいのHなおねだり（2005年9月19日、エスワン）[1]
- ギリギリモザイク 学校でセックスしよっ♥（2005年10月19日、エスワン）[1]
- ギリギリモザイク 頑張って♥2人で励ましてあげる＼(＞_＜)／（2005年11月19日、エスワン）共演:宮崎あいか[1]
- 最高のオナニーのために（2005年12月13日、MOODYZ）[2]
- S1ガールズコレクション ウブなセックスたっぷり見せちゃうぞ♥（2005年12月19日、エスワン）※総集編[2]
- S1ガールズコレクション S1女学院♥み～んなでパコパコ学園祭!（2006年1月19日、エスワン）※総集編[2]
- S1ガールズコレクション ビッチャビチャ潮吹き大洪水22連発!（2006年2月19日、エスワン）※総集編[2]
- S1ガールズコレクション S1 '04.11～’05.10 281タイトル5時間まとめてドーンッ!!（2006年5月7日、エスワン）※総集編[2]
- S1ガールズコレクション S級女優4時間 夢の大共演スペシャル（2006年5月19日、エスワン）※総集編[2]
- S1ガールズコレクション みんなでパコパコ ON THE BEACH（2006年6月7日、エスワン）※総集編[2]
- 半沢あい×ギリギリモザイク 半沢あい COLLECTION1（2006年10月19日、エスワン）※総集編[1]
- 最高のオナニーのために 4時間（2006年11月1日、MOODYZ）※総集編[2]
- ハイモザ アナル舐め4時間（2007年10月1日、MOODYZ）※総集編[2]
- ハイモザ 手コキ4時間（2007年10月1日、MOODYZ）※総集編[2]
- S1 GIRLS COLLECTION ハイパーギリギリモザイク8時間（2008年3月19日、エスワン）※総集編[1]